# Bosque Gotjawal
Bosque Gotjawal (en coreano: 곶자왈 숲) es un bosque formado naturalmente que se encuentra en las laderas medias de la montaña de Halla, en la isla de Jeju en Corea del Sur. Cubre el área rocosa de la isla de Jeju en la costa suroeste de Corea del Sur. Debido a sus características geográficas, la región sigue siendo en gran medida inalterada por la gente. El Bosque Gotjawal es un enclave de la ecorregión Sur de los bosques de hoja perenne de Corea, y es un lugar de visita favorito de los locales de Jeju.